# Claudine Cassereau
Claudine Cassereau, née le 11 octobre 1953 à Loudun (Vienne), et morte le 5 août 2020 à Fréjus, est une artiste-peintre française. Elle a été élue Miss Poitou 1971, troisième dauphine de Miss France 1972, puis désignée Miss France 1972 en remplacement de Chantal Bouvier de Lamotte, blessée par une chute à cheval.

## Biographie

### Enfance et études
Claudine Cassereau vit au château du hameau de Niré-le-Dolent que possèdent ses parents dans la commune de Loudun dans la Vienne[réf. nécessaire].
Alors qu'elle prépare un CAP coiffure, elle est élue, à 18 ans, Miss Poitou 1971 à Airvault (dans les Deux-Sèvres).

### Miss France
L'élection de Miss France 1972 a lieu au Palais des Fêtes d'Épernay le 31 décembre 1971. Claudine Cassereau, Miss Poitou, obtient le prix de Miss Élégance et est élue 3e dauphine de Chantal Bouvier de Lamotte (Miss Paris élue Miss France). Quelques semaines plus tard, cette dernière abdique à la suite d'un accident d'équitation et Claudine Cassereau est désignée Miss France 1972 par le Comité Miss France, présidé par Louis Poirot (dit de Fontenay), au siège de la Fédération française de football lors du tirage au sort des quarts de finale de la Coupe de France. Elle devient, de ce fait, la deuxième Miss Poitou titulaire du titre de Miss France, 13 ans après Monique Chiron (Miss France 1959).
Le sénateur de la Vienne et maire de Loudun René Monory organisera une réception en l'honneur de Claudine Cassereau dans sa ville natale. Elle voyagera en France et dans le monde, participant à des cérémonies officielles, galas et plateaux de télévision. Elle découvrira notamment New York où elle est reçue à l'ONU par le président des États-Unis Richard Nixon, accompagnée par l'ambassadeur de France[réf. nécessaire].
Elle représente la France aux concours internationaux. Elle termine à la sixième position sur les 23 participantes du concours Miss Europe le 21 juin 1972 qui se déroule au casino d'Estoril au Portugal[réf. nécessaire]. Elle participe ensuite à Miss Univers le 29 juillet à Dorado, Porto Rico, puis au concours Miss Monde le 1er décembre au Royal Albert Hall de Londres.
Elle remplit ses fonctions de Miss France jusqu'en décembre 1972, date de l'élection de Miss France 1973. Isabelle Krumacker, Miss Lorraine 1972, élue Miss France 1973 lui succède.

### L'après Miss France
L'année suivant son règne de Miss France, Claudine Cassereau ouvre un restaurant à Tours, en Indre-et-Loire. Elle s'installe ensuite, dans les années 1990, à Cogolin dans le Var et devient artiste-peintre.
Ne figurant pas toujours dans certaines listes des Miss France, et n'apparaissant pas sur le site internet du Comité Miss France Claudine Cassereau demande, en 2009, au Comité présidé par Geneviève de Fontenay d'être réintégrée au palmarès au même titre que Chantal Bouvier de Lamotte (initialement élue Miss France). Le litige est porté devant le juge des référés du tribunal de grande instance de Draguignan ; sa requête sera finalement rejetée[réf. nécessaire].
Claudine Cassereau était mère de deux filles et avait trois petits-enfants. Une partie de sa famille et de ses amis réside dans la Vienne[réf. nécessaire].
Elle meurt au centre hospitalier intercommunal de Fréjus le 5 août 2020 à 66 ans, et est inhumée le 10 à Loudun.